# 博迪尔·谢尔
博迪尔·谢尔( 1917年9月2日 - 2003年2月1日）是一位丹麦女演员。她曾在巴贝特之宴中亮相。 
丹麦最高电影奖项波迪獎就是以博迪尔·谢尔和另外一位演員的名字命名的。博迪尔·谢尔本人也兩度獲得波迪獎最佳女演员奖（1948 年、1952 年），一次获得波迪獎最佳女配角奖（1977 年）。1997年，她又獲頒波迪獎终身成就奖。